# JCSAT-14
JCSAT-14 — геостационарный спутник связи, принадлежащий японскому спутниковому оператору, компании JSAT Corporation. Спутник предназначен для предоставления телекоммуникационных услуг для Японии, Азии, России, Океании и островов Тихого океана.
Будет располагаться на орбитальной позиции 154° восточной долготы и заменит действующий в данное время спутник JCSAT-2A. Ожидается, что при достижении орбиты спутник будет переименован в JCSAT-2B.
Запущен 6 мая 2016 года ракетой-носителем Falcon 9.

## Аппарат
Построен на базе космической платформы SSL-1300 компанией Space Systems/Loral. Энергообеспечение осуществляется с помощью двух крыльев солнечных батарей, максимальный размах на орбите — 25,5 м. Мощность — около 10 кВт. Стартовая масса спутника составляет 4696 кг. Ожидаемый срок службы — 15 лет.

### Транспондеры
На спутник установлены 26 активных транспондера C-диапазона и 18 транспондеров Ku-диапазона с суммарной пропускной способностью 2853 МГц.

### Покрытие
Спутник JCSAT-14 будет обеспечивать широкий спектр телекоммуникационных услуг потребителям Японии Азии, России, Океании и островов Тихого океана.

## Запуск
Контракт с компанией SpaceX на запуск спутника был подписан в январе 2014 года.
Традиционное предстартовое зажигание двигателей первой ступени (static fire) проведено 2 мая. Редкий случай, когда этот процесс проводился без установленной полезной нагрузки и головного обтекателя.
Запуск ракеты-носителя Falcon 9 FT состоялся 6 мая 2016 года в 5:21 UTC со стартового комплекса SLC-40 на мысе Канаверал. Спустя 32 минуты после старта, спутник JCSAT-14 успешно выведен на целевую орбиту с параметрами 189 × 35 957 км, наклонение 23,7°.
После разделения ступеней было выполнено экспериментальное возвращение и посадка первой ступени на плавающую платформу «Of Course I Still Love You», расположенную в 660 км от места запуска. Поскольку запуск осуществлялся на геопереходную орбиту, то ожидалась сложная посадка с низкой вероятностью успеха. Резерв топлива для повторных включений двигателей был ограничен, профиль возвращения первой ступени напоминал таковой при запуске спутника SES-9 (баллистическая траектория без гашения горизонтальной скорости первым включением трёх двигателей (boost-back burn) и с использованием трёх двигателей вместо одного при финальном торможении перед посадкой на платформу).
Через 8 мин. 40 сек. после запуска выполнена успешная посадка первой ступени ракеты-носителя на платформу «Of Course I Still Love You», впервые после запуска спутника на геопереходную орбиту.

## Фотогалерея

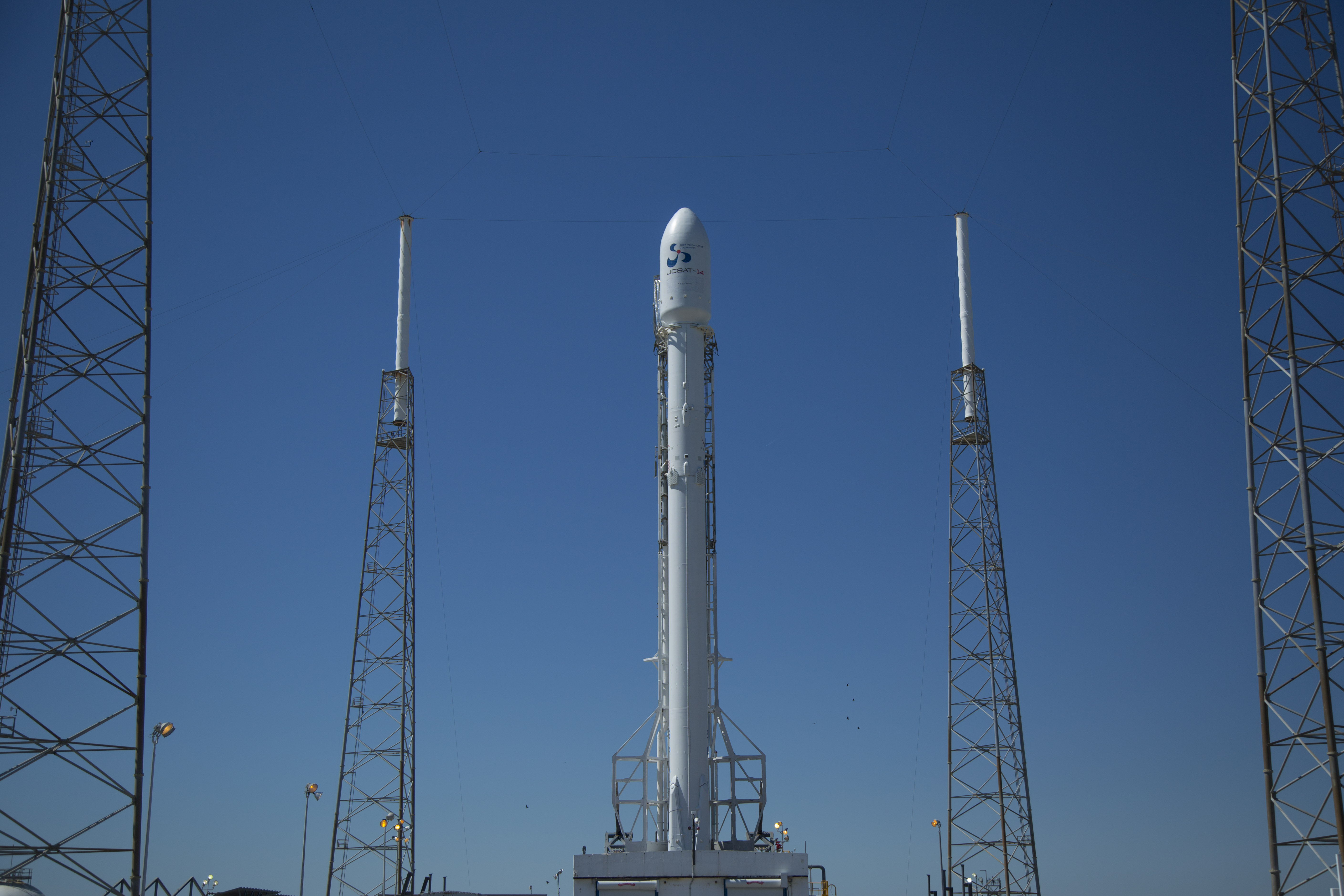
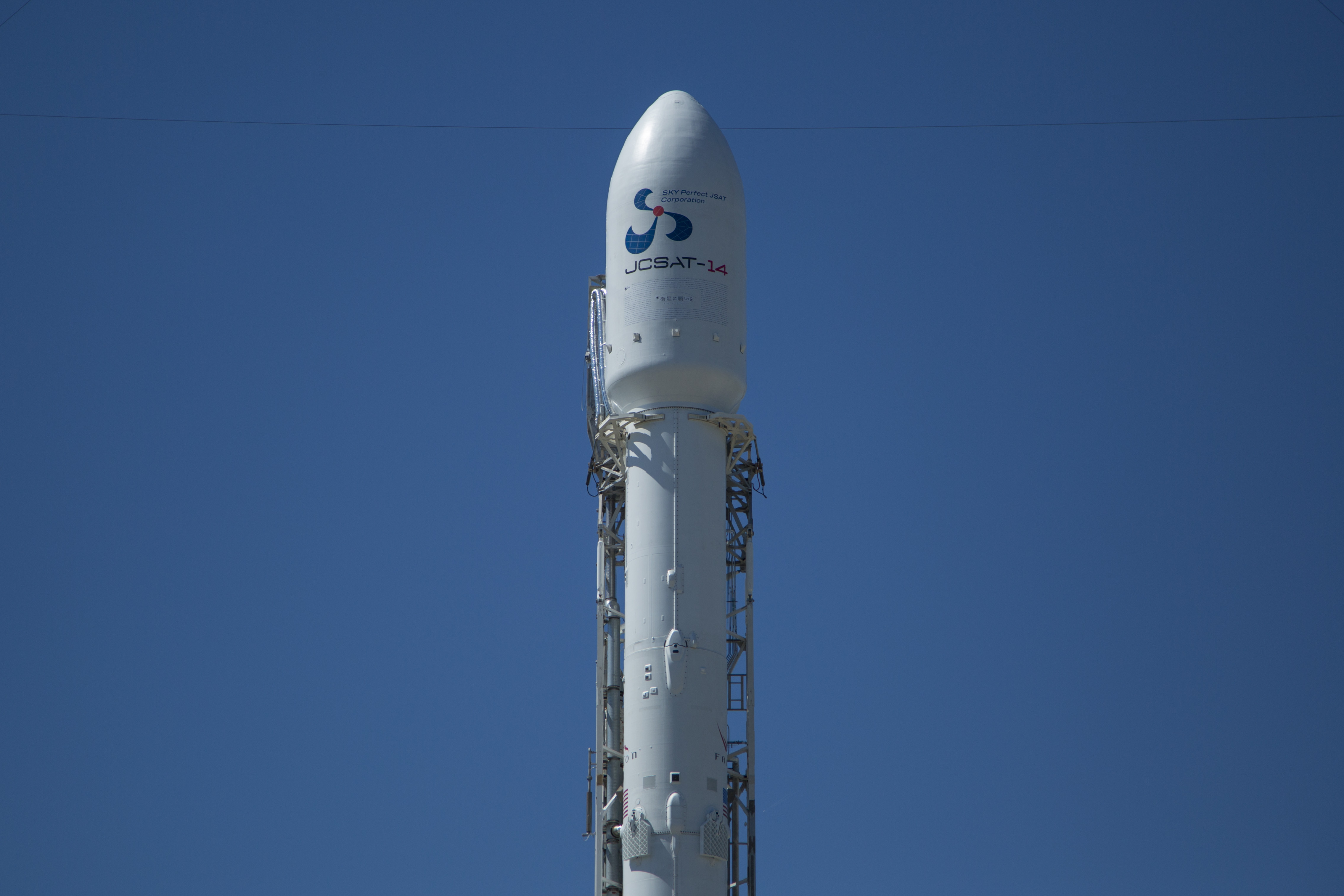
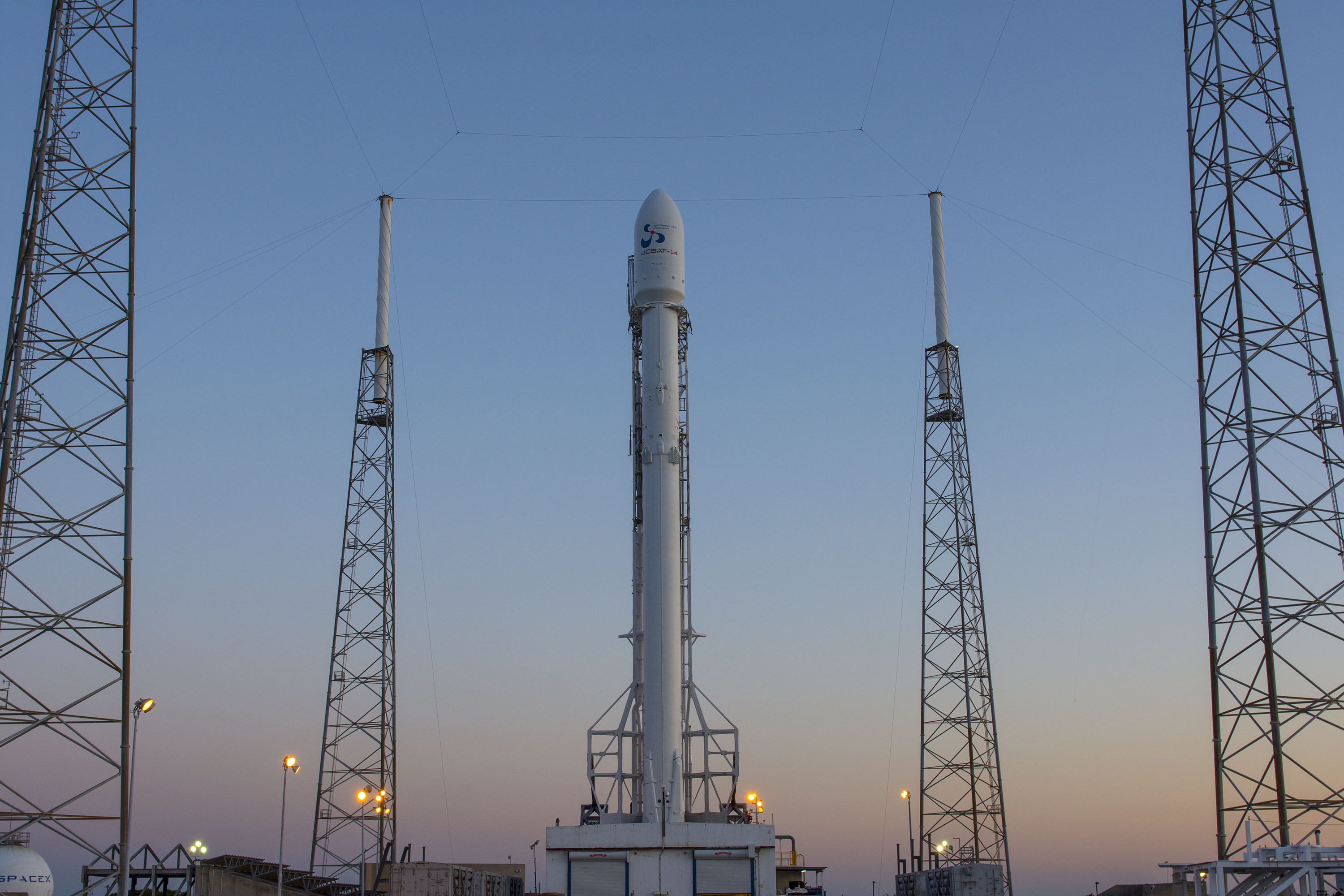
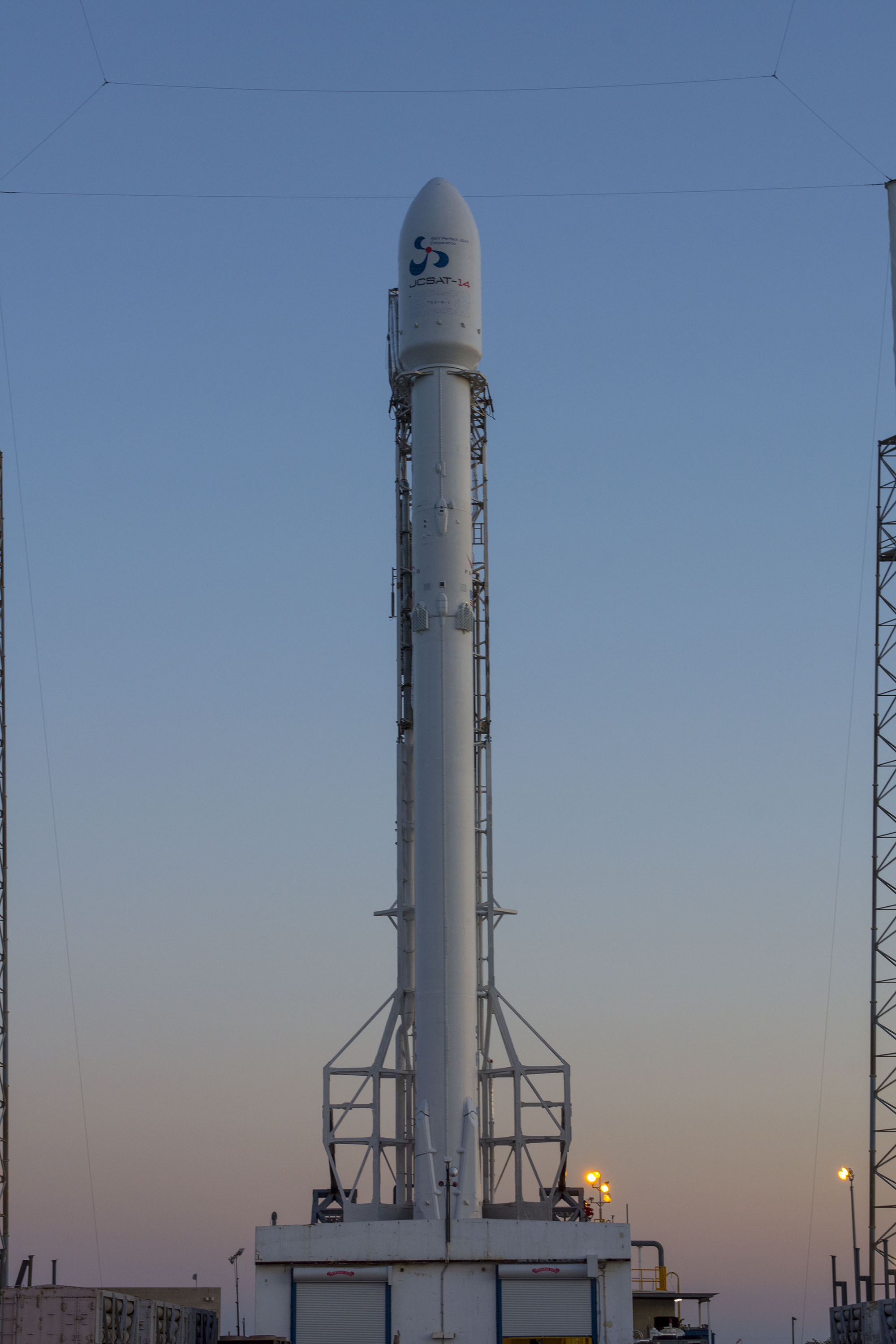
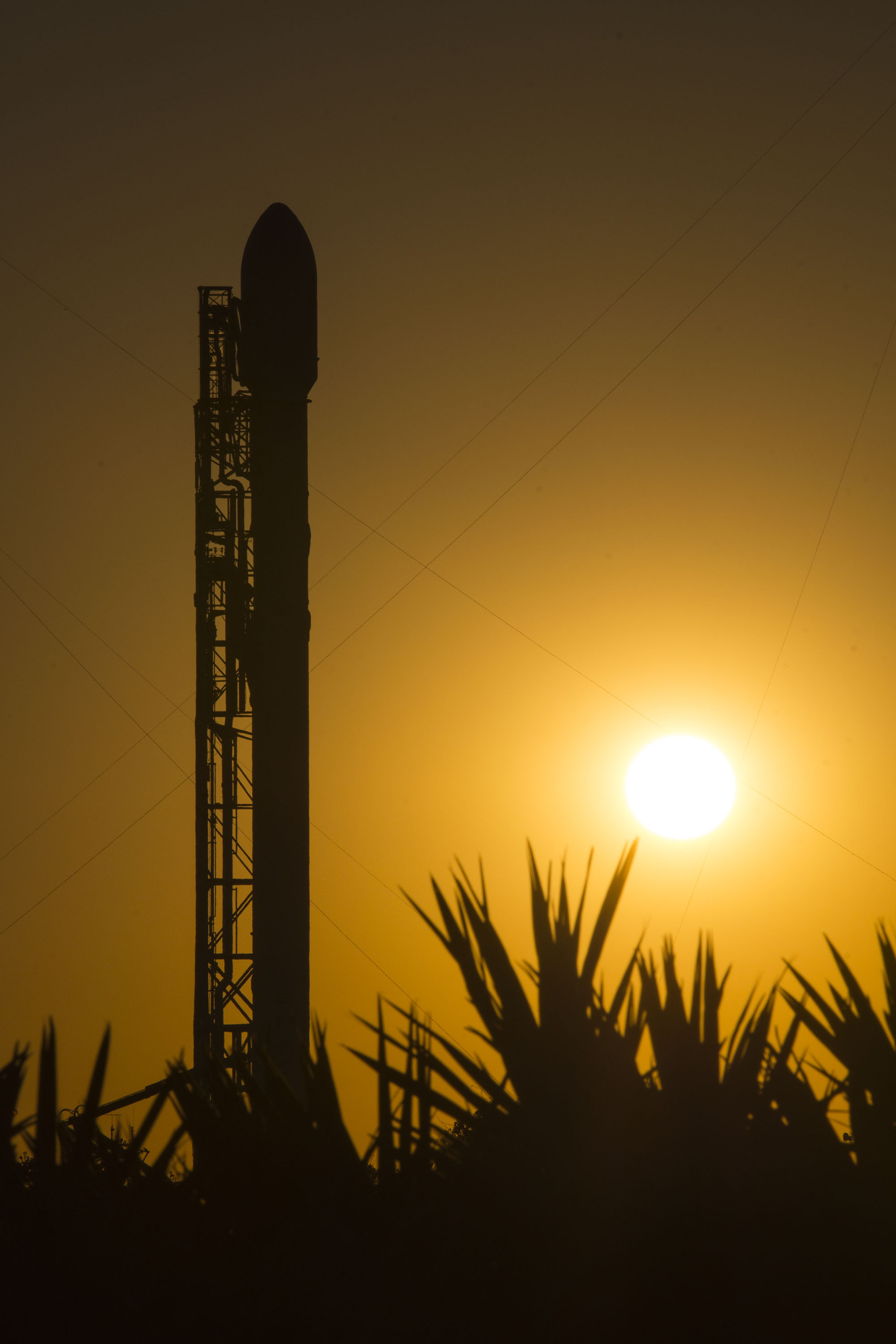
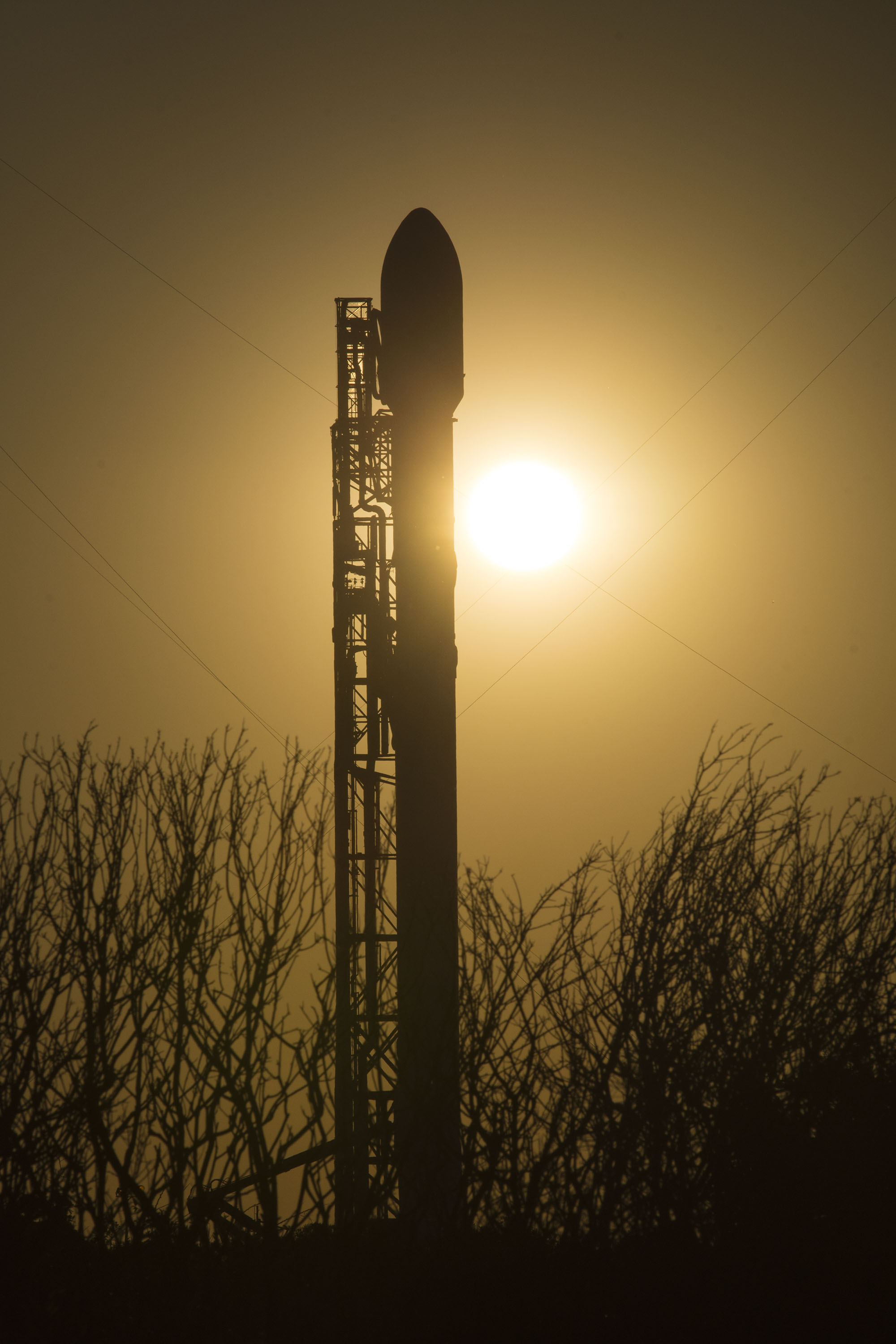
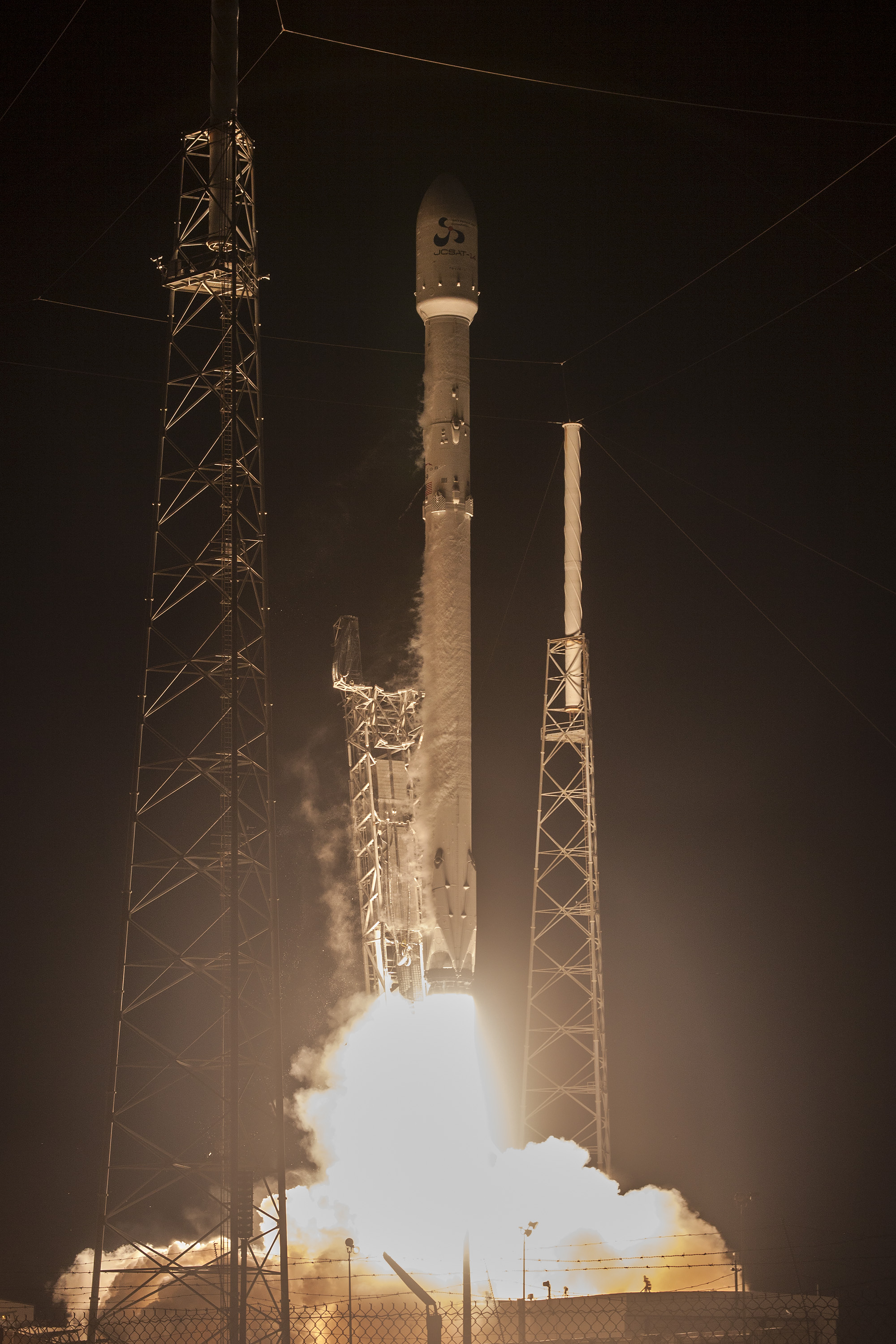
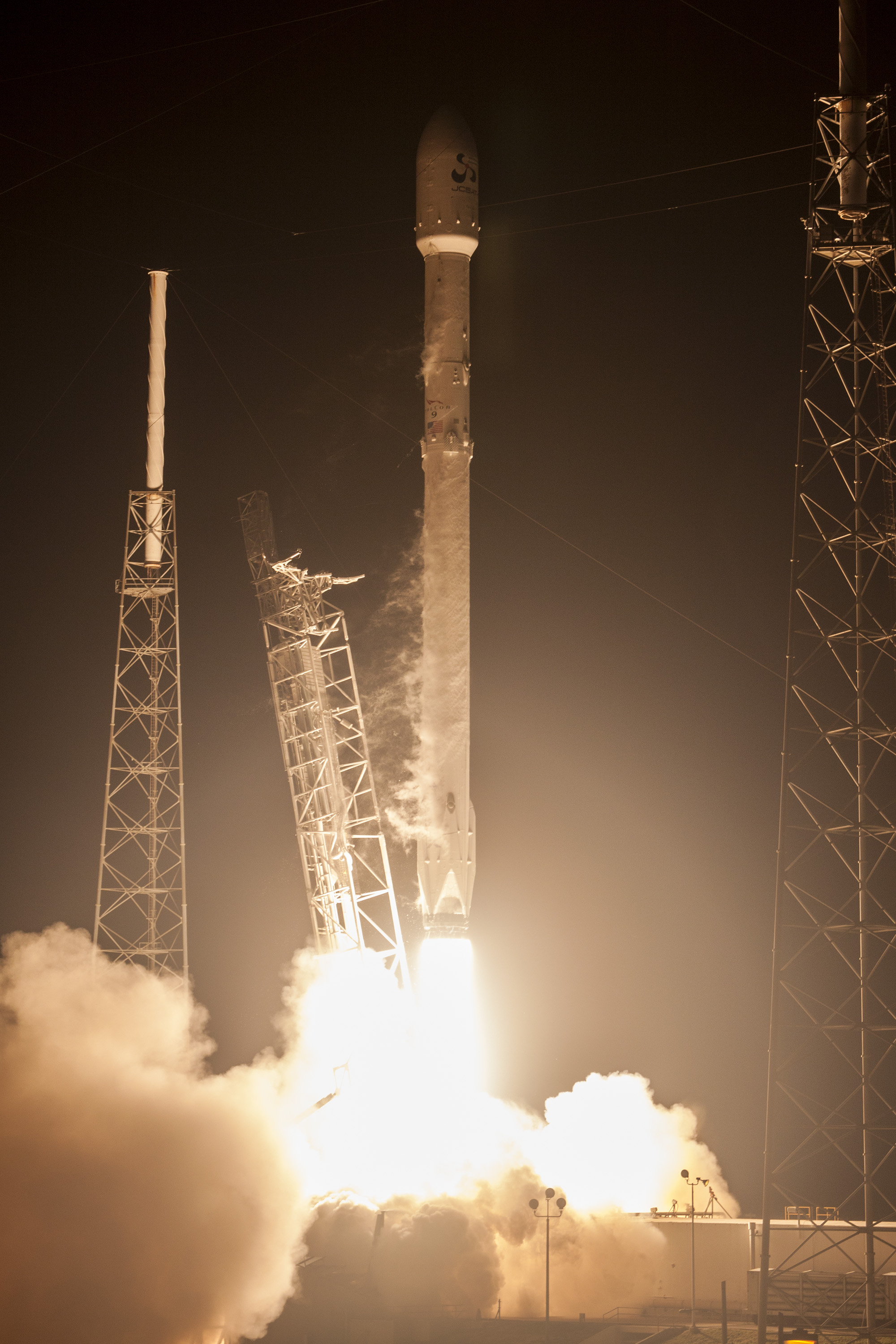
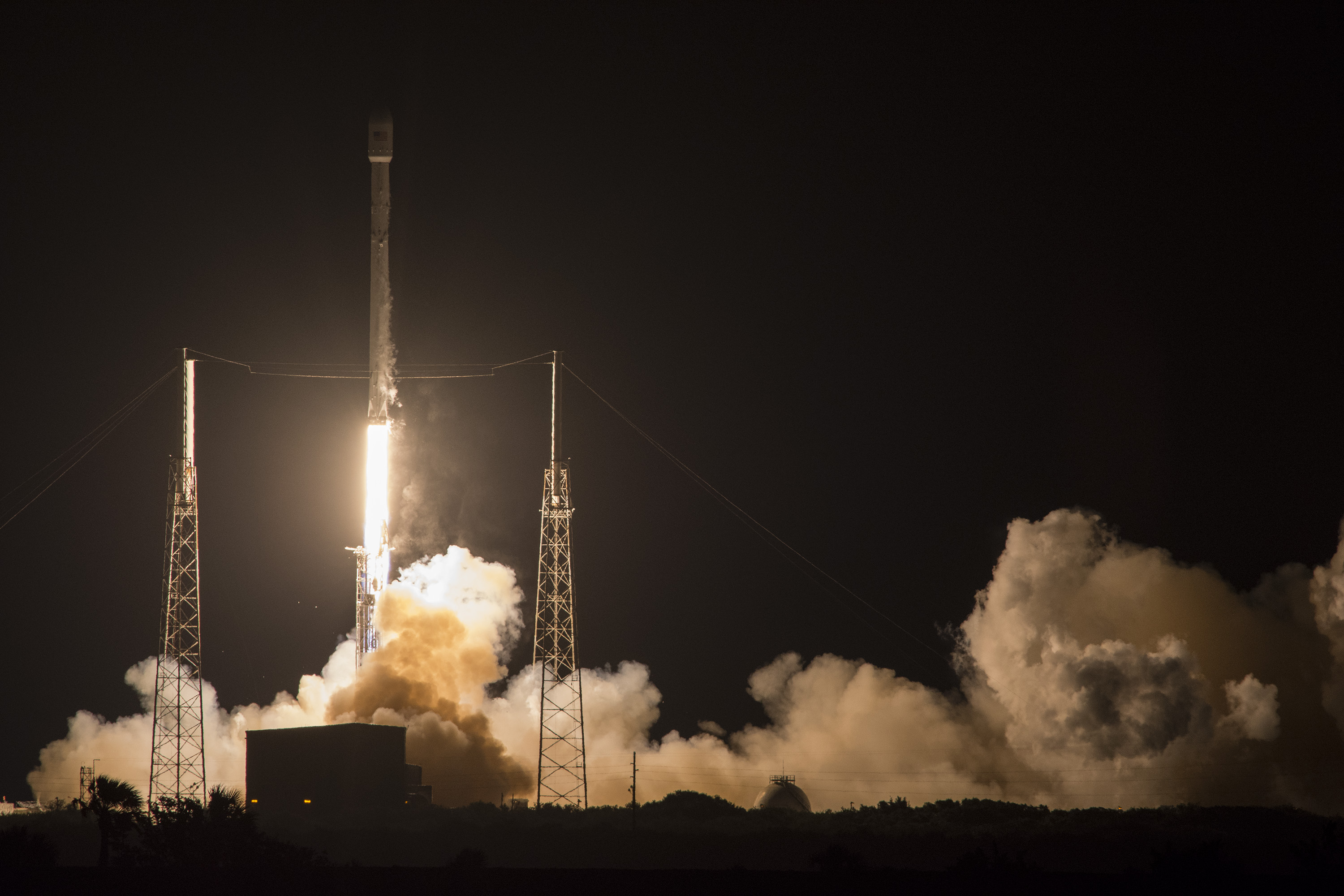
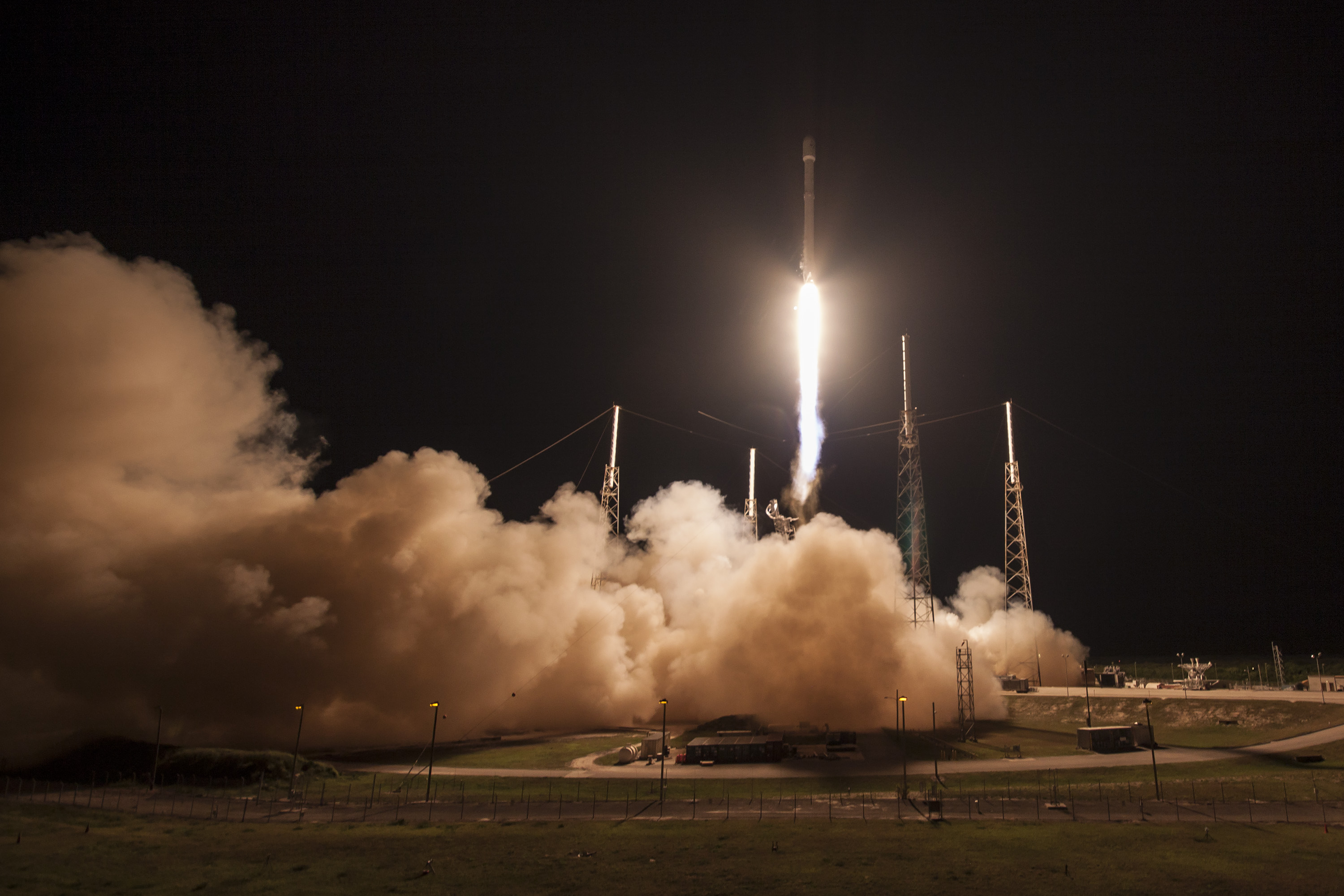
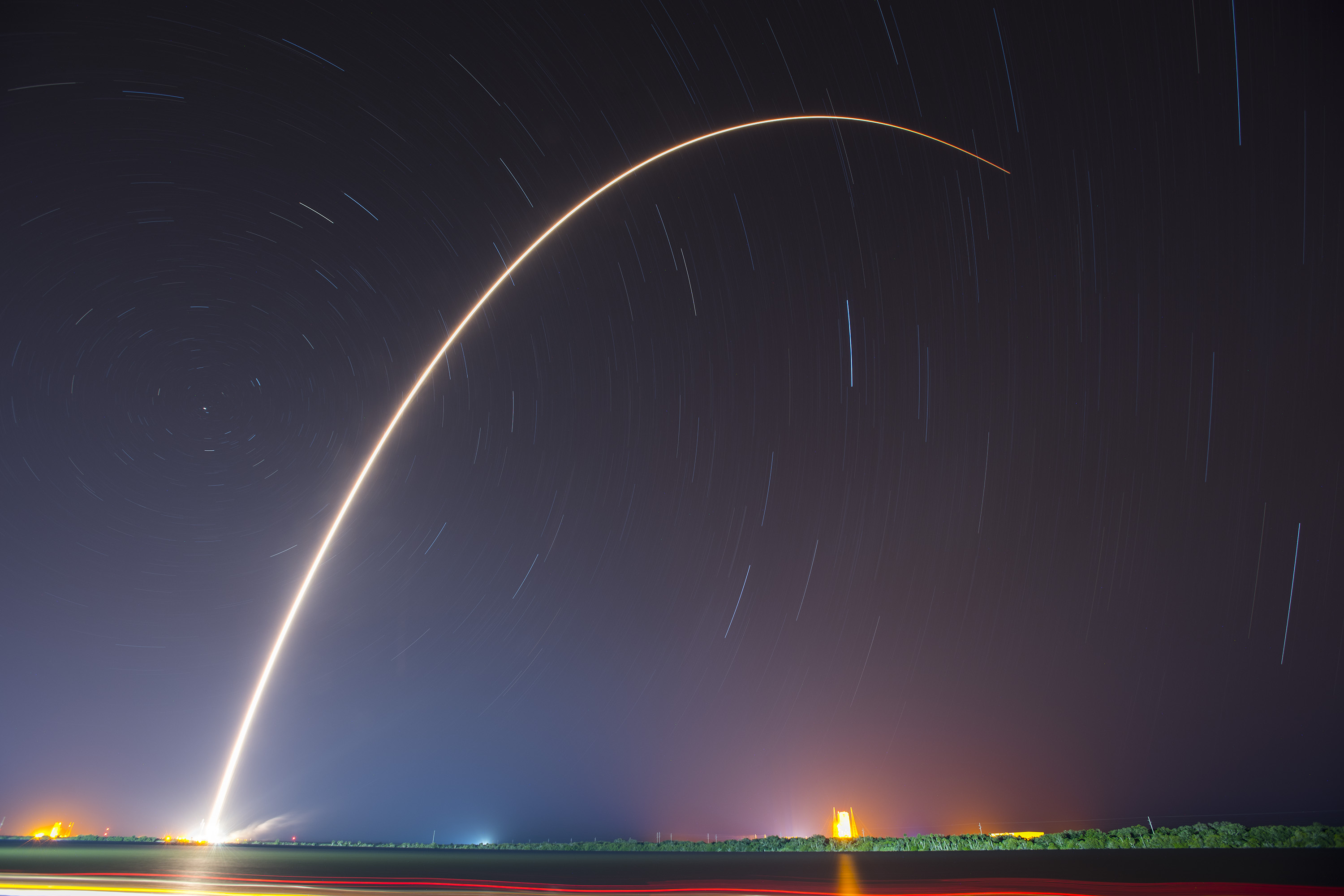
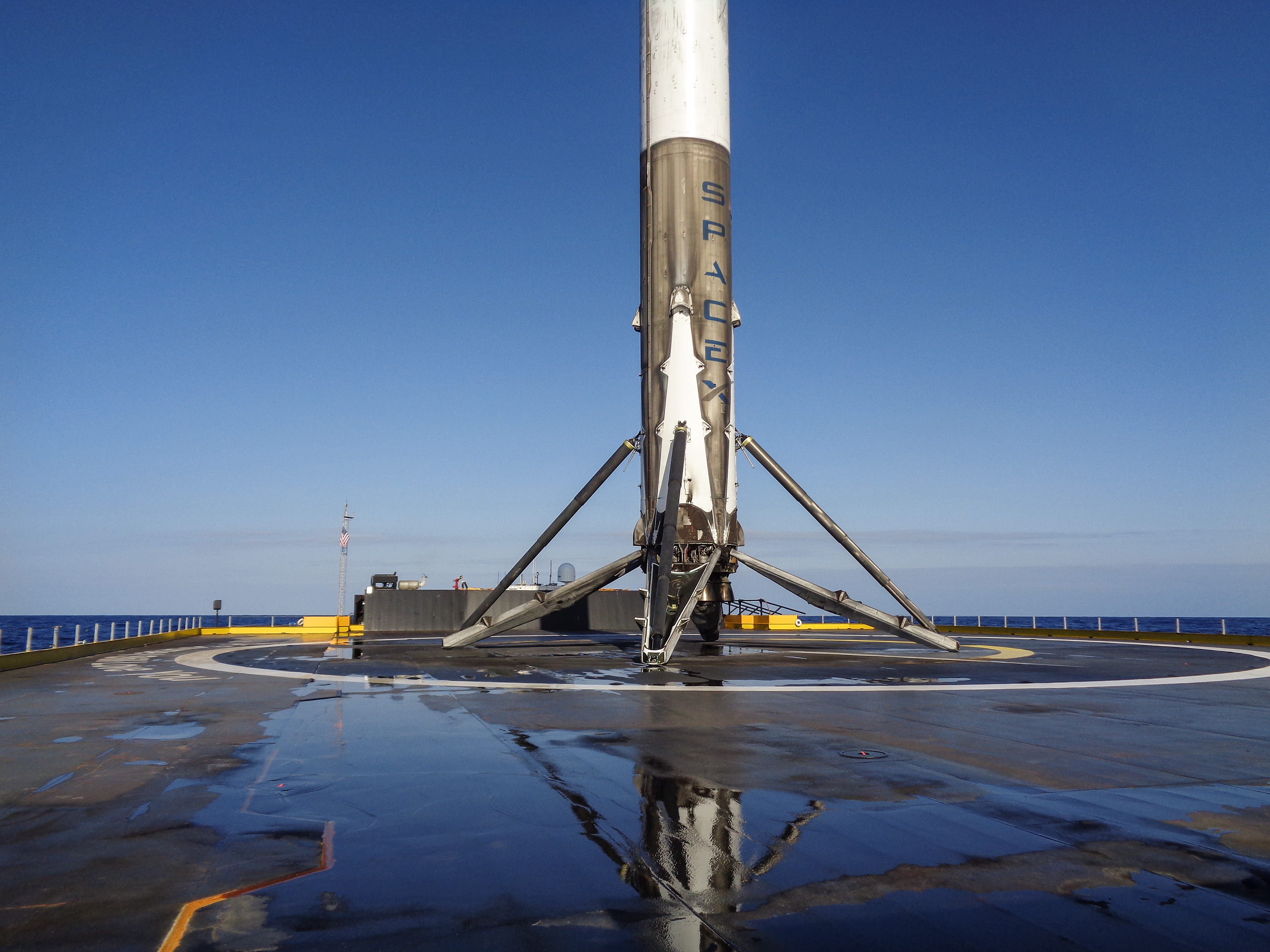
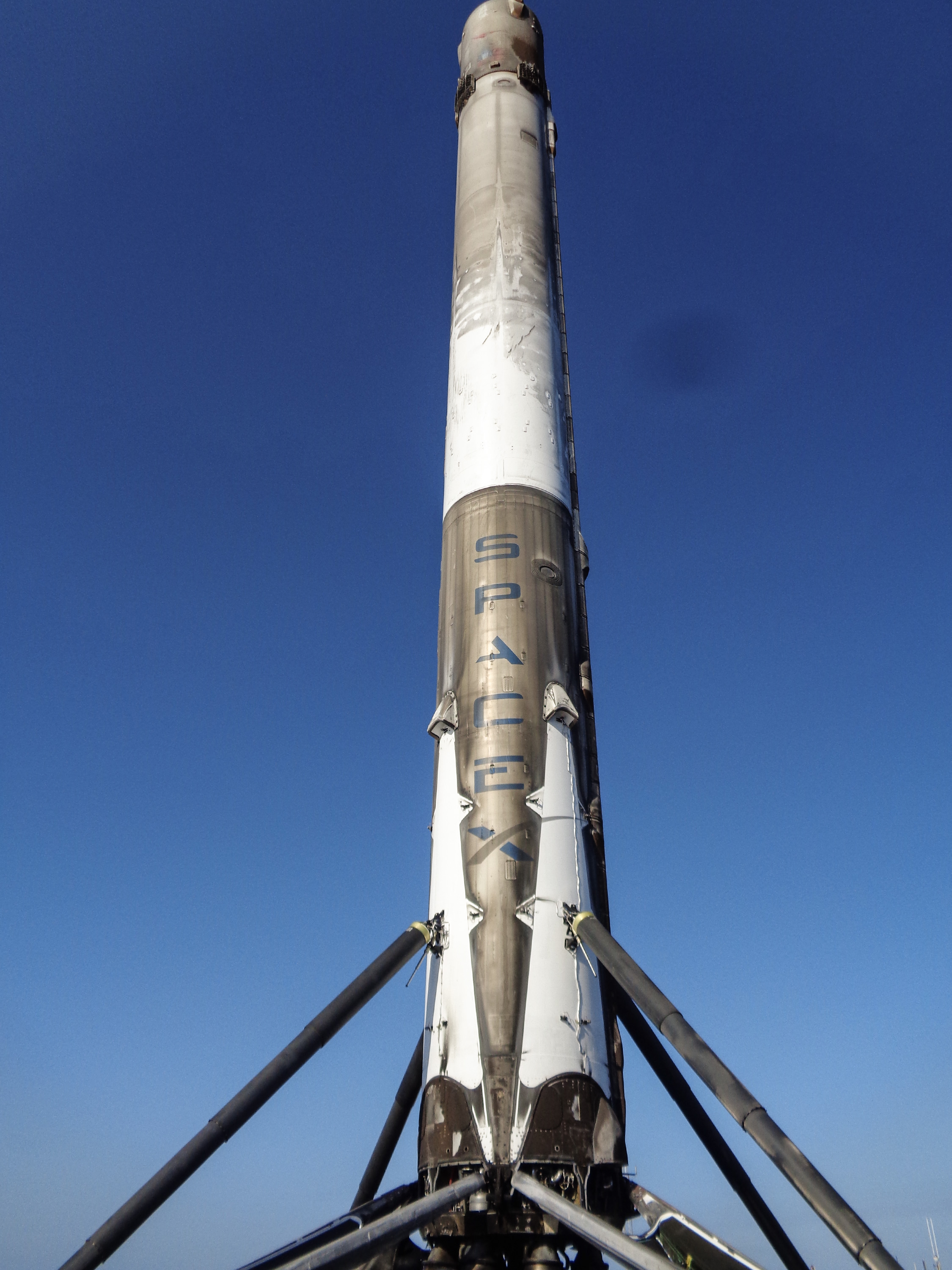
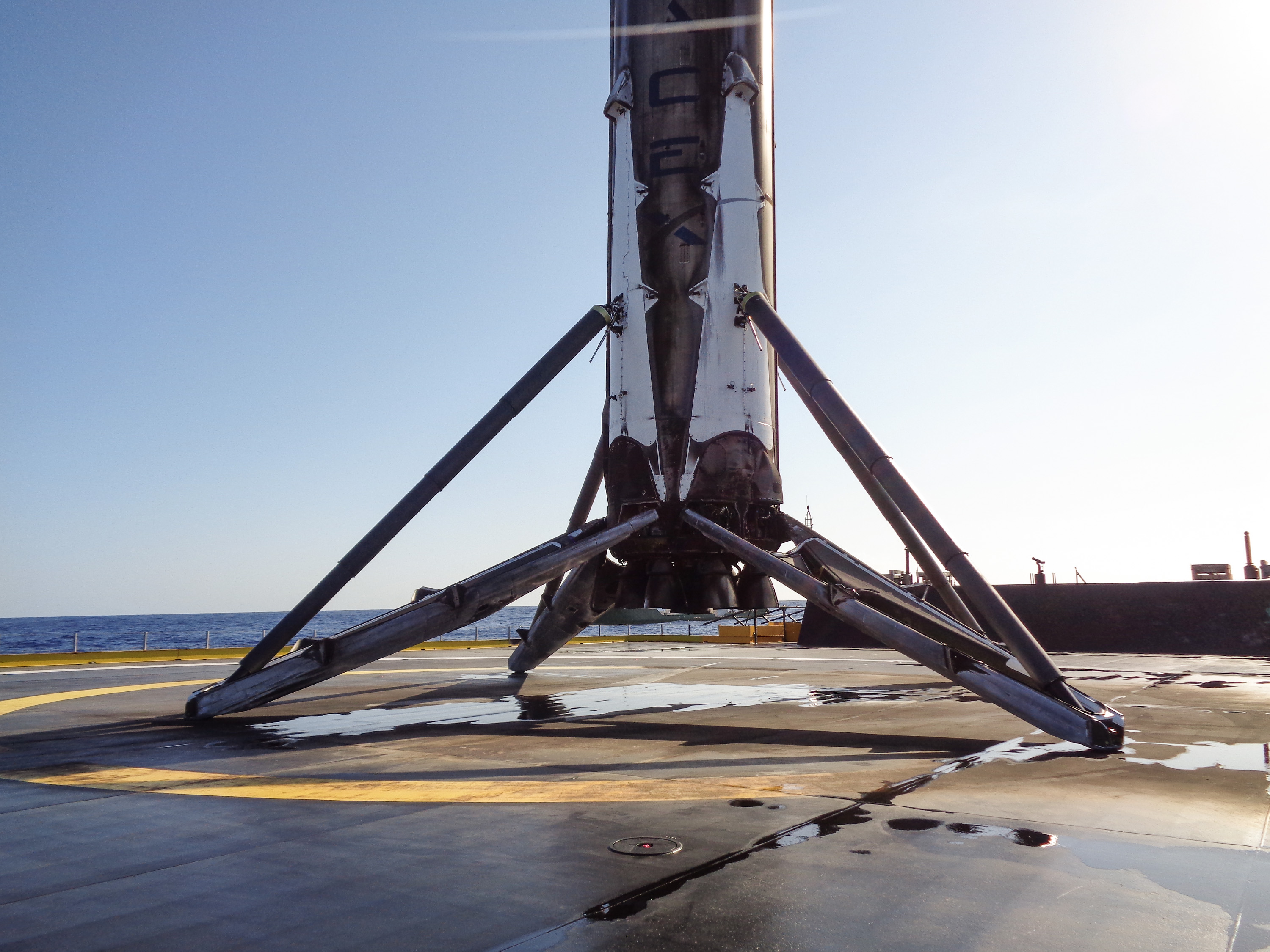
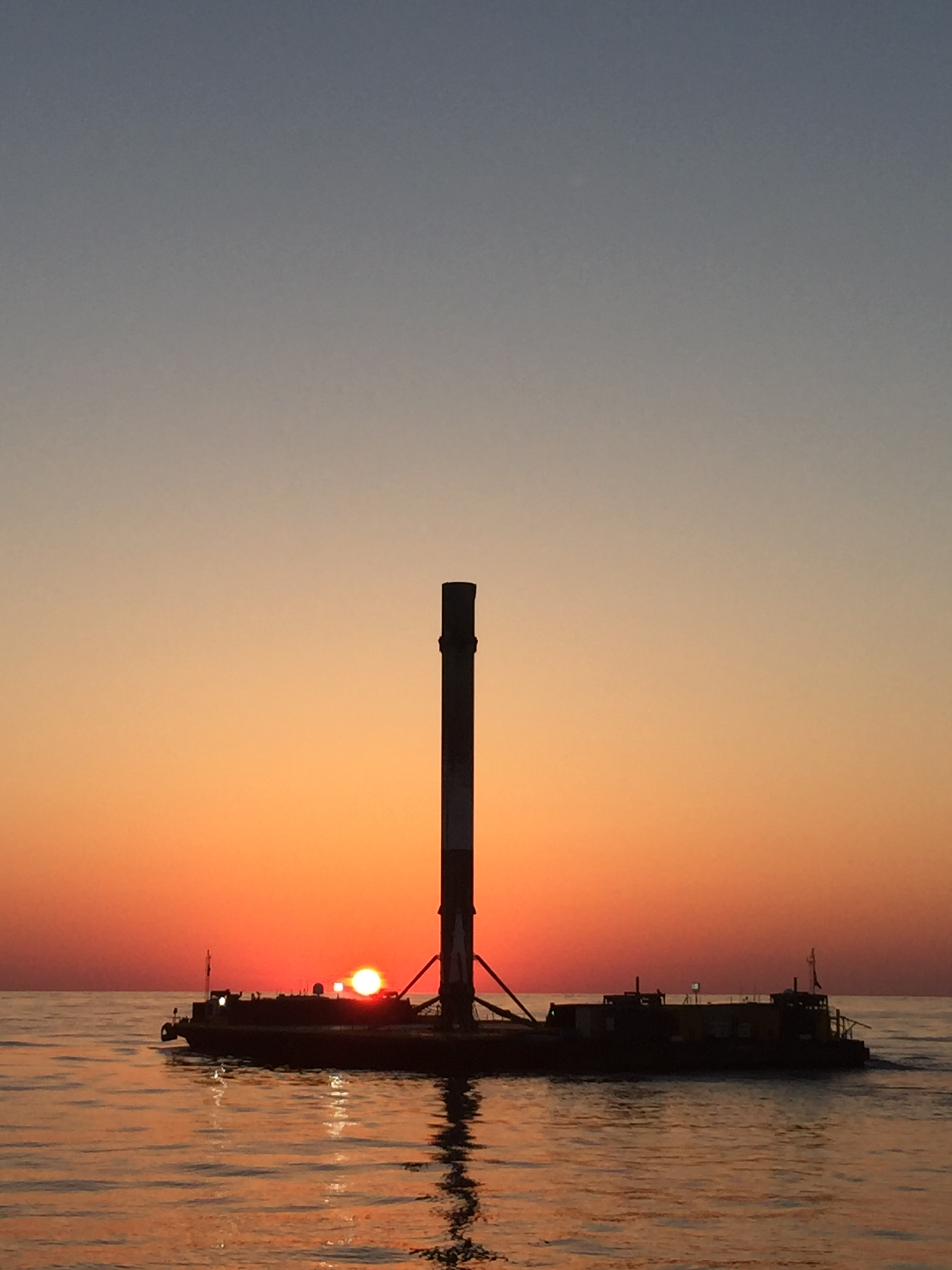
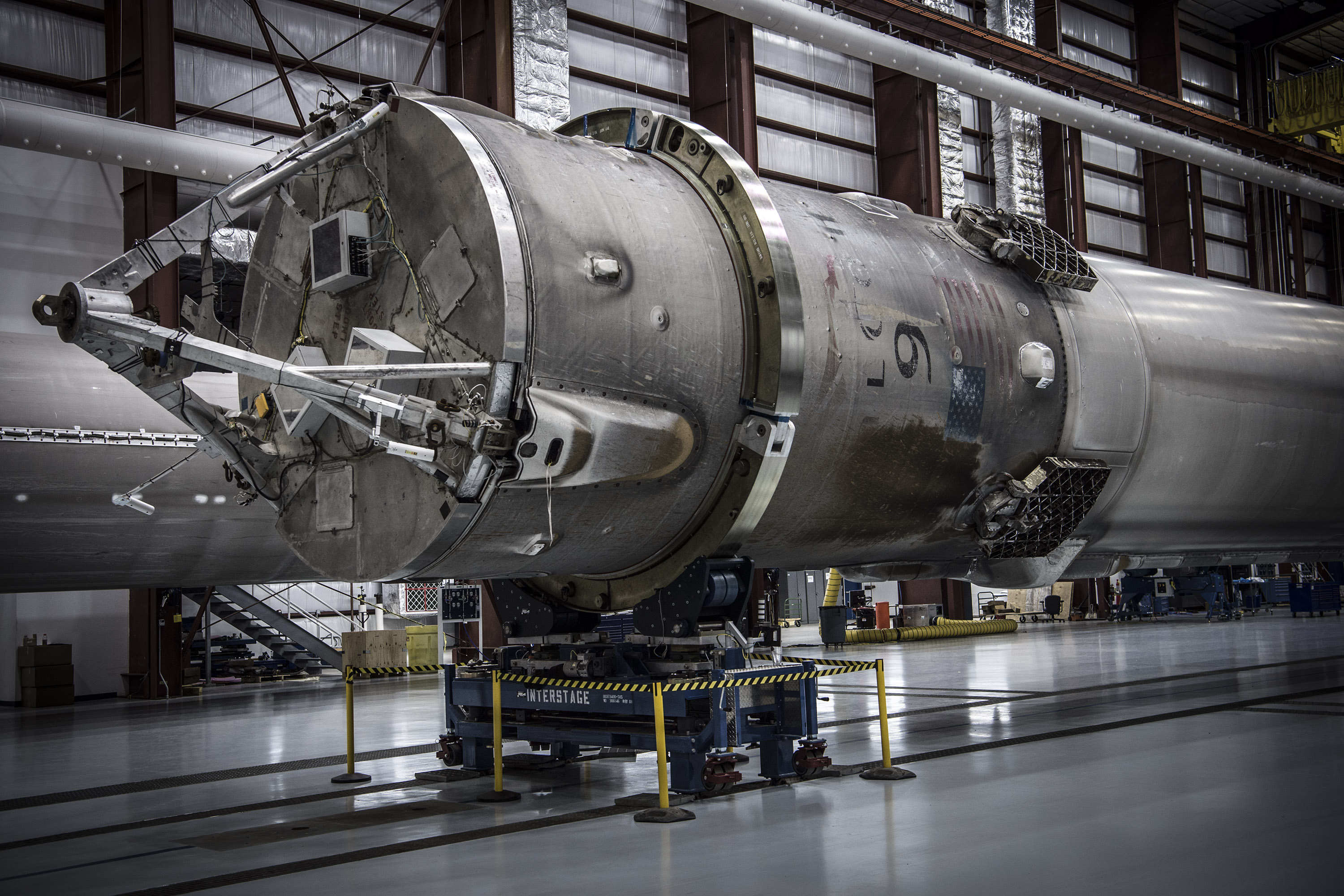
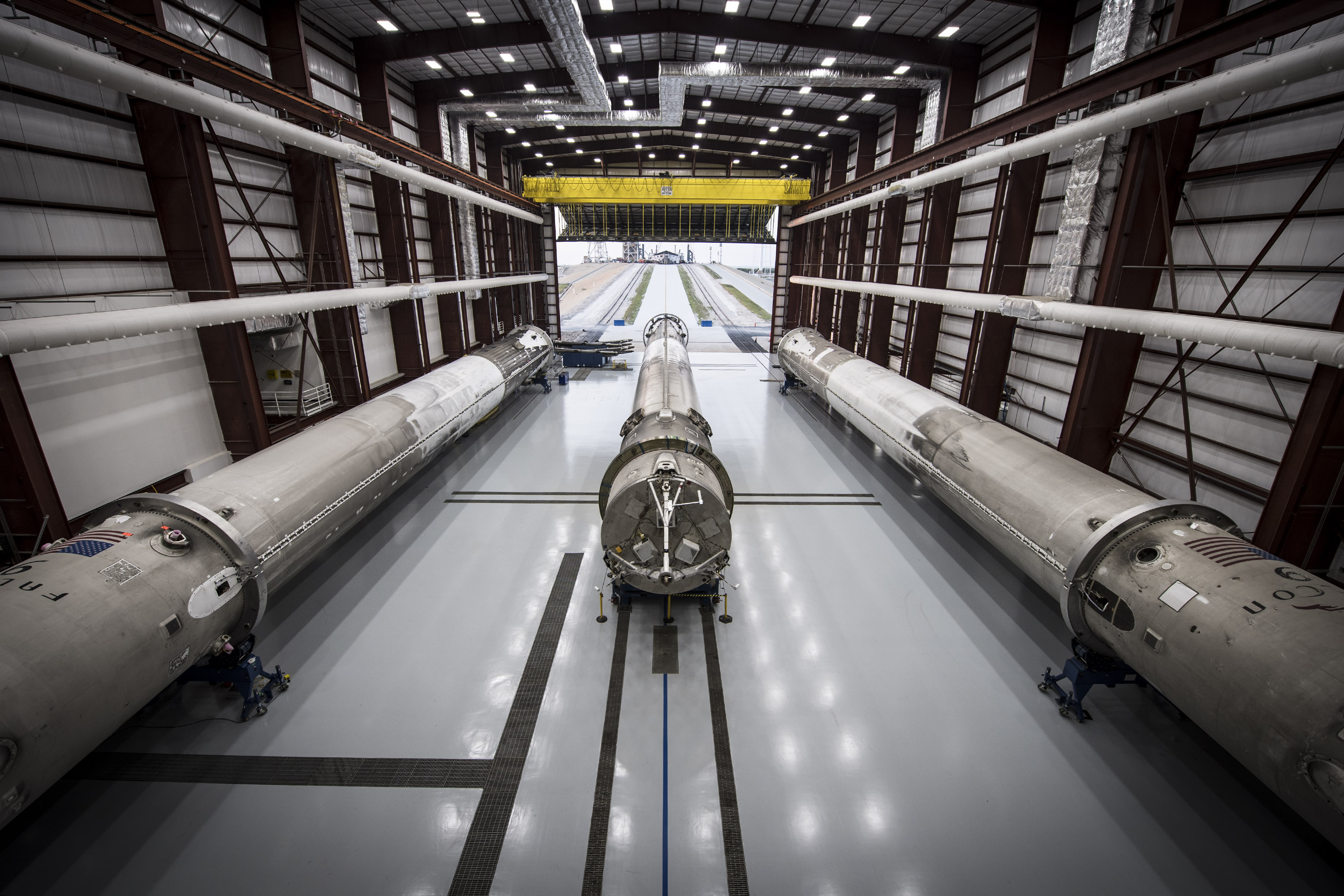
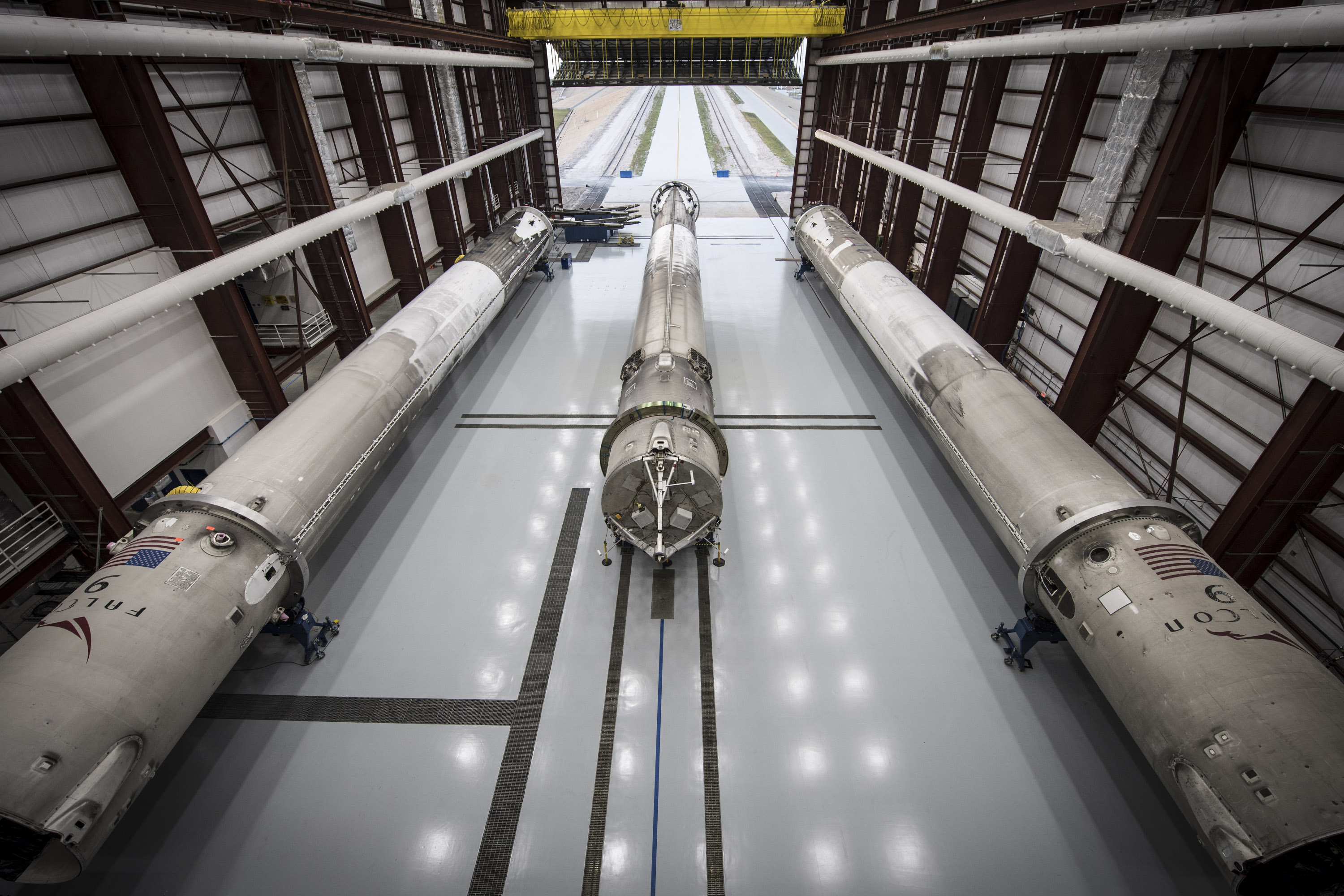
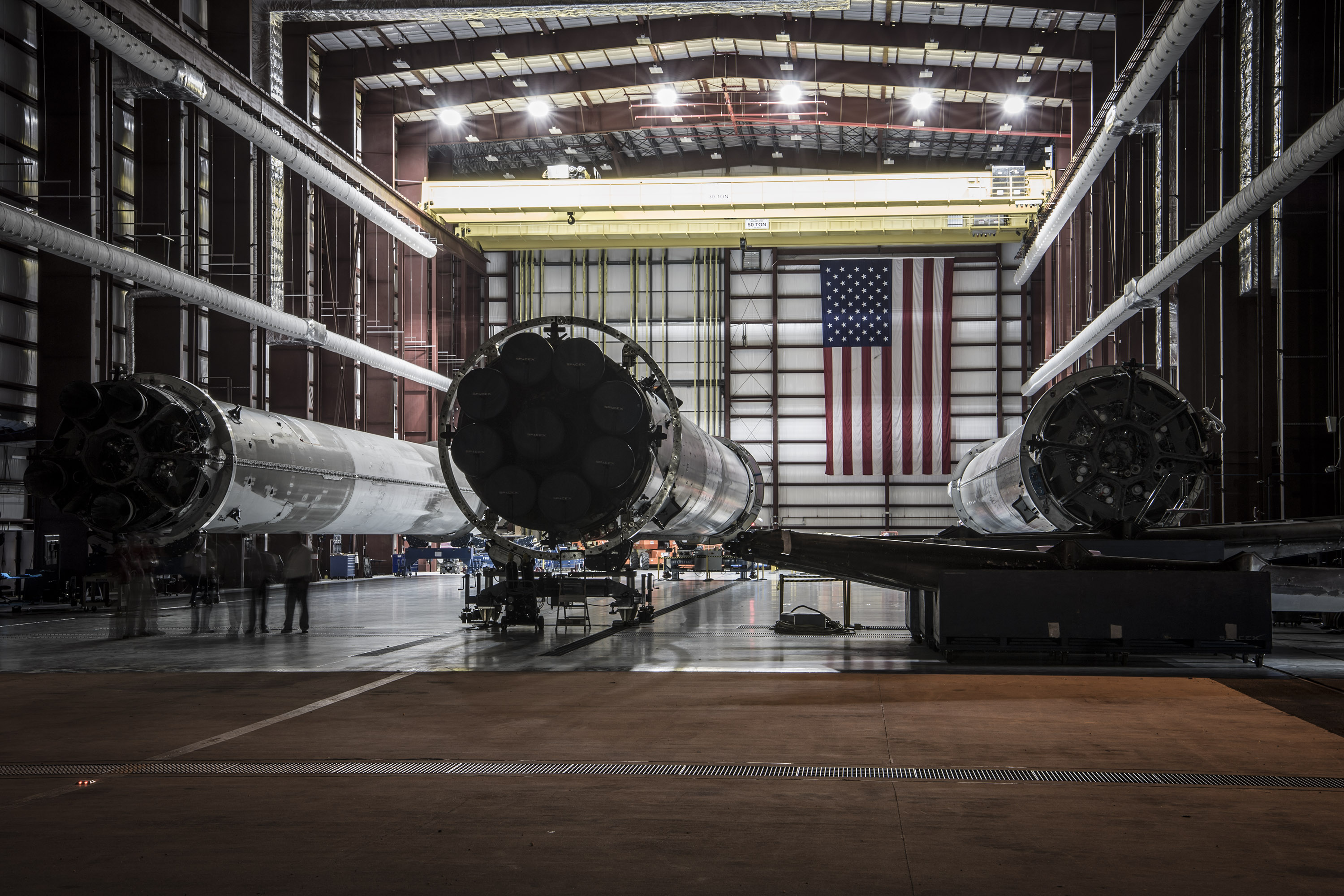
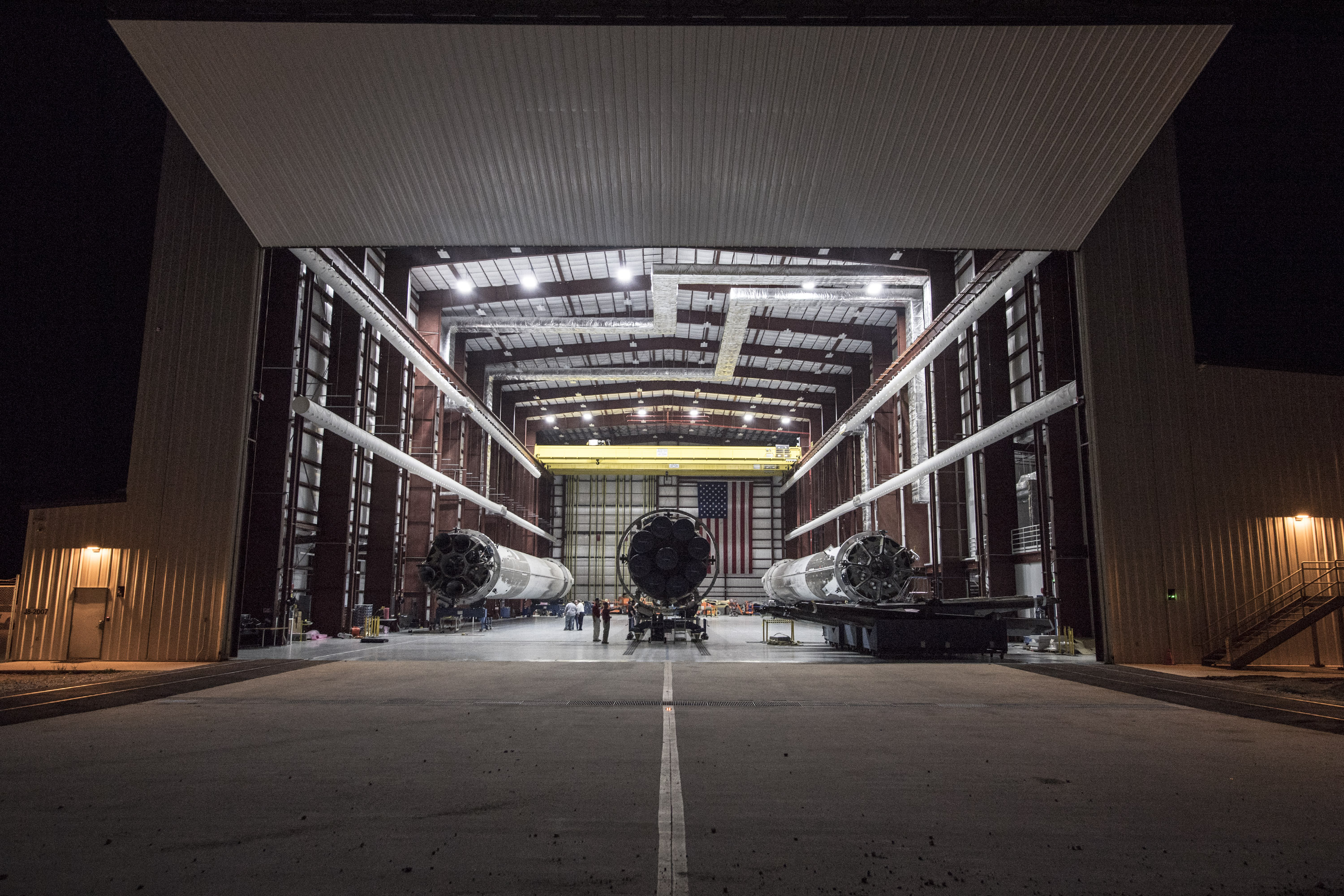